# イシ

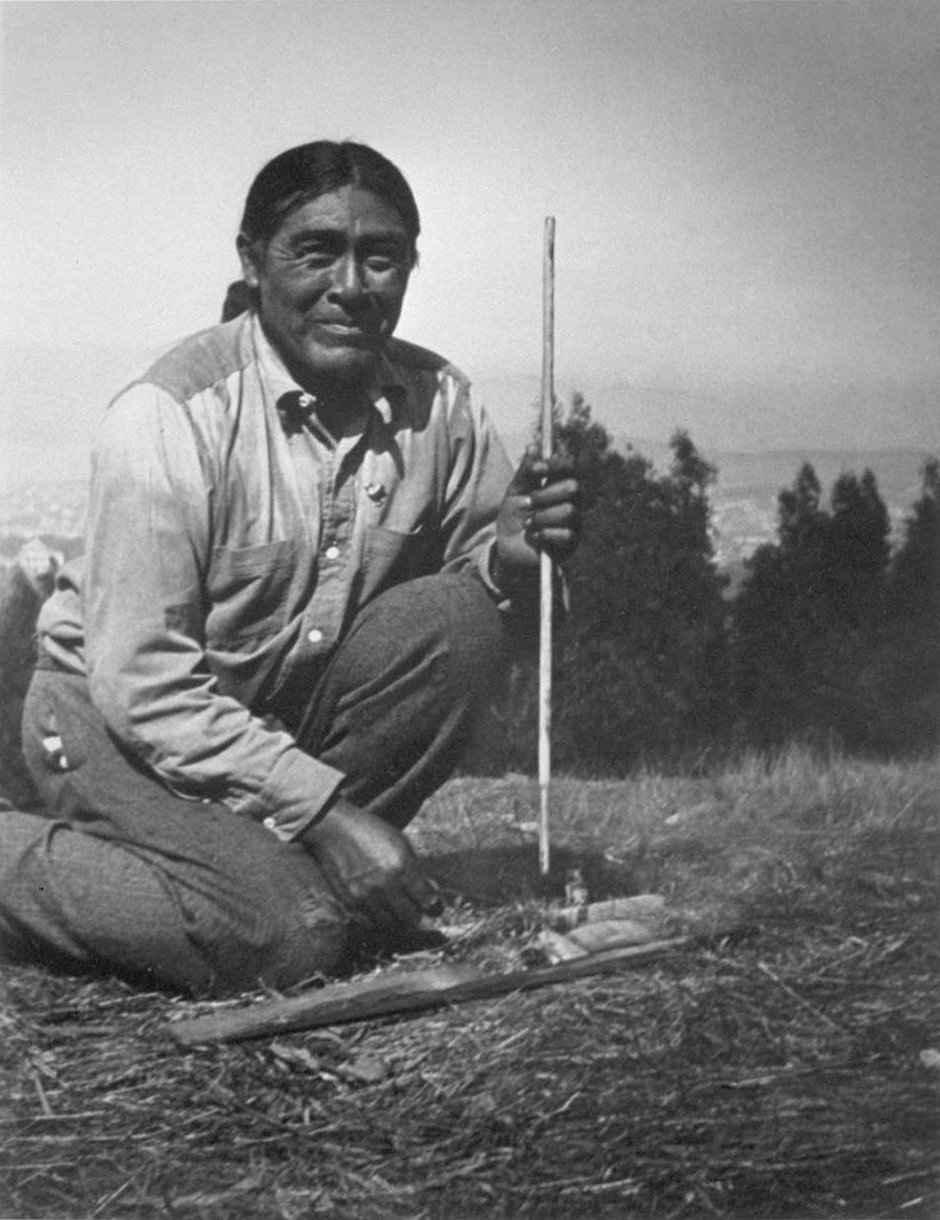
火起こしの道具を持つイシ（1914年）

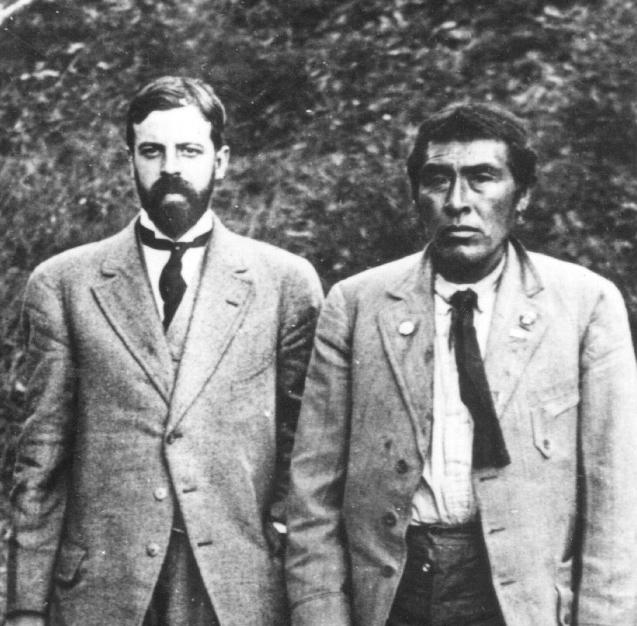
人類学者アルフレッド・L・クローバー（左）とイシ（右）　（1911年）

イシ（Ishi, 1860年頃？ - 1916年3月25日）は、アメリカ・カリフォルニア州に先住していたヤヒ族インディアンの最後のひとりである。

## 生涯
イシは生涯の多くを西洋人社会から全く隔絶されて暮らした生粋の「野生のインディアン」のひとりだった。ヨーロッパ人と接触する以前のヤヒ族人口は3000人弱であったと推定され、カリフォルニア北部の丘陵地帯で3000～4000年前と変わらぬ原始的な生活を営んでいた。
1860年頃から、ゴールドラッシュとともに押し寄せた開拓者たちの組織的な虐殺や強制移住によって、同地のインディアン部族が民族としての体を失い、南部におよそ400人を数えたヤヒ族も1865年以降たびたび大規模な虐殺に見舞われた。イシとその家族を含め十数人は生き延びたが、その後の数十年間の逃亡生活の中でイシの母や仲間たちは死んでいった。1911年8月29日、ラッセン山麓の丘陵地帯にあった先祖伝来の土地を離れ、50歳前後の衰弱しきったイシひとりがサクラメント近郊の、オロヴィルの屠畜業者の囲いに迷い込んだ。
「イシ」はヤヒ語で「人」を意味する。ヤヒ族社会では自分の名前をみだりに他人に告げることはなく、彼の本名は知られていない。彼は部族最後の生き残りであり、本当の名は彼とともに葬られた。
この頃までに市民にとってインディアンは脅威ではなくなっており、イシは身の安全のために保安官に保護され、「原始人の生き残り」として大きく報じられた。その後カリフォルニア大学サンフランシスコ校に引き取られ、同校の人類学博物館で1916年3月25日に結核で亡くなるまで穏やかな余生を過ごした。ここでイシは人類学者アルフレッド・L・クローバーとトマス・タルボット・ウォーターマンらによって詳しく調査され、遺物資料の同定や作成方法の再現などヤヒ文化の再構築に協力した。また彼はヤナ語の言語に関する情報も提供し、この成果は以前から北部の方言を研究していたエドワード・サピアによって記録・分析されている。
なお、イシの遺体はサンフランシスコ墓地に丁重に埋葬されたが、1990年代にシエラネバダ山脈に住むマイドゥ族が、「インディアン遺物返還法令」に基づき、この墓地に安置されているイシの遺体返還を申し立てた。しかし、イシの遺体は強い抗議を無視して白人学者たちによって解剖され、彼の脳はワシントンD.C.にあるスミソニアン博物館の国立アメリカ・インディアン博物館の所蔵庫に移された。
イシの半生はアルフレッド・クローバーの妻シオドーラ・クローバーの著作によって広く知られた。シオドーラはアルフレッドの残した記録をもとに面識のなかったイシの伝記を著し、アルフレッドの死後の1961年に『イシ-北米最後の野生インディアン-』"Ishi in Two Worlds"(ISBN 0-520-22940-1)を、また1964年には少年少女向けに『イシ-二つの世界に生きたインディアンの物語-』"Ishi, Last of His Tribe"(ISBN 0-395-27644-6)を発表した。これらをテレビ映画のために脚色したのが"Ishi: the Last of His Tribe"で、NBCで1978年12月20日に放送された。また1992年にもグラハム・グリーン主演のテレビ映画"The Last of His Tribe"が制作されている。
2003年に、アルフレッドの息子で人類学者のクリフトン・クローバーとカール・クローバーは、イシに関する初めての学術書"Ishi in Three Centuries"(ISBN 0-8032-2757-4)をまとめた。これにはジェラルド・ヴァイズナーなどインディアン出身の作家が1970年代後半から発表していた評論も含まれる。イシの研究に関する最新の動向はデューク大学の人類学者オーリン・スターンによる2004年の著書"Ishi's Brain: In Search of America's Last "Wild" Indian"(ISBN 0-393-05133-1)の中でも触れられている。イシの遺骸から採取された脳の行方を追い、彼が当時のアメリカ人や今日のインディアンたちに何を投げかけるのかを説いている。
ジェラルド・ヴァイズナーの活動により、カリフォルニア大学バークレー校内にはIshi Courtが設けられている。イシの半生は賞を獲得したドキュメンタリー映画"Ishi: The Last Yahi"(1992)でも描かれている。

## イシの鏃
カリフォルニア大学バークレー校のスティーブン・シャックリーによる最近の研究では、イシが実際にはヤヒ族の血を半分しか受け継いでいなかった可能性が指摘されている。これはイシの作った鏃の比較研究に基づくもので、これによるとイシは鏃の作成技術を、ヤヒ族と隣接しながら伝統的に敵対していたウィントゥン (wintun) 族のうちウィントゥ (wintu) 族あるいはノムラキ (nomlaki) 族出身の男性の親族から学んだ可能性があるという。
イシがこれらの部族の混血であったと考えると、彼の示した現代社会に対する非凡な順応力を生育環境、とくに出生による文化的な規範の違いよるものとして説明できるかもしれない。これに関する議論はまだ尽くされておらず、また将来的に彼の生い立ちが明らかになる見込みはない。

## イシの弓術
イシは同時代の他のインディアンと同様、弓矢に熟達していた。彼を診療し、大学内で最も近しい友人の一人であったサクストン・ポープは、とくにイシが作った弓と矢、そしてその弓術に関心を持った。イシはこれらの道具の作成法をポープに教え、1914年の夏にはポープらを連れ立って故郷の山々で狩りをした。イシの死後、ポープは教わった弓術を"Hunting with the Bow and Arrow"と題した本に記し、これによって近代のスポーツ・狩猟弓術に足跡を残した。